# Test proiettivo
I  test proiettivi sono strumenti psicologici di prestazione tipica, costituiti da stimoli visivi intenzionalmente ambigui. Il compito del soggetto è in genere quello di fornire una descrizione o di raccontare una storia ispirata all'immagine rappresentata. Lo scopo del test dovrebbe essere quello di far emergere contenuti psichici inconsci, come emozioni nascoste o conflitti interni. 
i test proiettivi sono tecniche psicologiche utilizzate in contesti clinici per esplorare le emozioni, i pensieri e i desideri inconsci degli individui. Sono fondati sull'idea che le persone "proiettano" aspetti del loro mondo interno su stimoli ambigui o aperti, come immagini o situazioni, rivelando così aspetti nascosti della loro personalità o del loro stato emotivo 

## Principali test psicologici proiettivi
- Test Patte-Noire
- Children Apperception Test (CAT)
- Le favole della Düss
- Holtzman Inkblot Test (HIT)

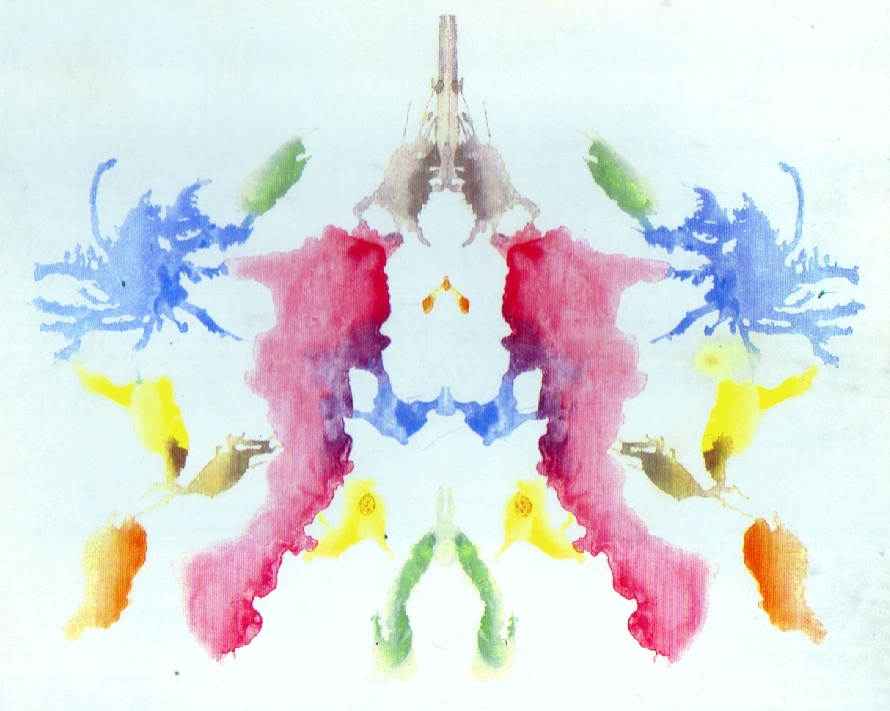
Una delle macchie di Rorschach

- Tecnica diagnostica di Wartegg (WZT)
- Test dell'albero
- Blacky pictures test
- Test di completamento della frase (Sentence completion tests)
- Test del disegno della figura umana (Draw-a-Person test, DAP)
- Test di Rorschach
- Thematic Apperception Test (TAT)

Possono essere considerate tecniche proiettiva anche il test delle libere associazioni delle parole e il disegno onirico.